# George Ratkovicz
George Ratkovicz (Chicago, Illinois, 13 de noviembre de 1922-Webster, Nueva York, 10 de noviembre de 2007) fue un jugador de baloncesto estadounidense que disputó seis temporadas en la NBA, además de jugar también en la NBL. Con 1,98 metros de estatura, jugaba en la posición de ala-pívot.

## Trayectoria deportiva

### Profesional
Con sólo 19 años, y sin pasar por la liga universitaria, jugó 13 partidos con los Chicago Bruins antes de cumplir durante 3 años con el servicio militar. Regresó a su ciudad natal para jugar con los Chicago American Gears en 1945, donde jugó dos temporadas, haciéndolo posteriormente en los Rochester Royals y los Tri-Cities Blackhawks una en cada equipo.
En 1949 la NBL y la BAA se fusionaron, formando la NBA, fichando Ratkovicz por los Syracuse Nationals, donde en su primera temporada llegó a disputar las Finales ante los Minneapolis Lakers, cayendo por 4-2, promediando 8,6 puntos y 2,0 asistencias por partido.
Al año siguiente, ya como titular indiscutible, jugó su mejor temporada como profesional, promediando 12,9 puntos y 8,3 rebotes por partido, el segundo mejor del equipo en ambas estadísticas, por detrás de Dolph Schayes.
En 1952 fue traspasado a los Baltimore Bullets a cambio de Bill Calhoun, quienes a su vez lo traspasaron a Milwaukee Hawks a cambio de Eddie Miller. Allí jugó 3 temporadas, las dos primeras de ellas como titular, retirándose definitivamente en 1955.

## Estadísticas de su carrera en la NBA

### Temporada regular
| Temporada | Edad | Equipo             | Liga | P   | TIT | MIN  | TC  | TCA | %TC  | 3P | 3PA | %3P | TL  | TLA | %TL  | R.OF. | R.DEF. | REB | ASIS | ROB | TAP | PER | FP  | PTS  |
| 1949-50   | 27   | Syracuse Nationals | NBA  | 62  |     |      | 2.6 | 7.1 | .369 |    |     |     | 3.4 | 5.6 | .606 |       |        |     | 2.0  |     |     |     | 3.2 | 8.6  |
| 1950-51   | 28   | Syracuse Nationals | NBA  | 66  |     |      | 4.0 | 9.6 | .415 |    |     |     | 4.9 | 6.7 | .731 |       |        | 8.3 | 2.9  |     |     |     | 3.9 | 12.9 |
| 1951-52   | 29   | Syracuse Nationals | NBA  | 66  |     | 20.5 | 2.5 | 7.2 | .349 |    |     |     | 2.5 | 3.7 | .674 |       |        | 5.0 | 1.4  |     |     |     | 3.6 | 7.5  |
| 1952-53   | 30   | TOTAL              | NBA  | 71  |     | 31.5 | 2.9 | 8.7 | .336 |    |     |     | 3.7 | 5.3 | .702 |       |        | 7.4 | 3.1  |     |     |     | 4.0 | 9.5  |
| 1952-53   | 30   | Baltimore Bullets  | NBA  | 10  |     | 19.7 | 1.6 | 4.3 | .372 |    |     |     | 1.9 | 3.7 | .514 |       |        | 5.2 | 1.8  |     |     |     | 3.3 | 5.1  |
| 1952-53   | 30   | Milwaukee Hawks    | NBA  | 71  |     | 31.5 | 2.9 | 8.7 | .336 |    |     |     | 3.7 | 5.3 | .702 |       |        | 7.4 | 3.1  |     |     |     | 4.0 | 9.5  |
| 1953-54   | 31   | Milwaukee Hawks    | NBA  | 69  |     | 31.4 | 2.9 | 7.3 | .393 |    |     |     | 2.6 | 4.0 | .645 |       |        | 7.6 | 2.2  |     |     |     | 3.7 | 8.3  |
| 1954-55   | 32   | Milwaukee Hawks    | NBA  | 9   |     | 11.3 | 0.3 | 2.1 | .158 |    |     |     | 1.1 | 2.6 | .435 |       |        | 1.9 | 1.4  |     |     |     | 1.7 | 1.8  |
| Total     |      |                    | NBA  | 343 |     | 27.3 | 2.9 | 7.8 | .372 |    |     |     | 3.3 | 5.0 | .673 |       |        | 6.9 | 2.3  |     |     |     | 3.6 | 9.2  |

### Playoffs
| Temp.   | Edad | Equipo             | Liga | P  | MIN | TCA | TC  | 3PA | 3P | TLA | TL  | R.OF. | REB | ASIS | ROB | TAP | PER | FP | PTS | %TC  | %3P | %FT  | MIN | PTS  | REB | AST |
| 1949-50 | 27   | Syracuse Nationals | NBA  | 11 |     | 47  | 121 |     |    | 50  | 73  |       |     | 21   |     |     |     | 45 | 144 | .388 |     | .685 |     | 13.1 |     | 1.9 |
| 1950-51 | 28   | Syracuse Nationals | NBA  | 7  |     | 28  | 59  |     |    | 41  | 55  |       | 63  | 14   |     |     |     | 33 | 97  | .475 |     | .745 |     | 13.9 | 9.0 | 2.0 |
| 1951-52 | 29   | Syracuse Nationals | NBA  | 6  | 59  | 5   | 15  |     |    | 8   | 20  |       | 22  | 3    |     |     |     | 16 | 18  | .333 |     | .400 | 9.8 | 3.0  | 3.7 | 0.5 |
| Total   |      |                    | NBA  | 24 | 59  | 80  | 195 |     |    | 99  | 148 |       | 85  | 38   |     |     |     | 94 | 259 | .410 |     | .669 | 9.8 | 10.8 | 6.5 | 1.6 |